# Сельское поселение Улитинское
Се́льское поселе́ние Улитинское — упразднённое в 2017 году муниципальное образование (сельское поселение) упразднённого Павлово-Посадского муниципального района Московской области.
Административный центр — деревня Евсеево.

## География
Находится на востоке Павлово-Посадского района Московской области. Поселение граничит на севере с сельским поселением Кузнецовское, на северо-западе — с городским поселением Павловский Посад, на западе — с сельским поселением Рахмановское, на юге — с сельским поселением Аверкиевское, на востоке — с Орехово-Зуевским муниципальным районом. Площадь территории составляет 8050 га.

## Население
| 2006  | 2007  | 2008  | 2009  | 2010  | 2011  |
| ----- | ----- | ----- | ----- | ----- | ----- |
| 4997  | ↗5078 | ↘5061 | ↘5046 | ↘4966 | ↗5037 |
| 2012  | 2013  | 2014  | 2015  | 2016  | 2017  |
| →5037 | ↗5072 | ↗5124 | ↘5090 | ↘5028 | ↘4976 |

## Состав сельского поселения
| №  | Населённый пункт   | Тип населённого пункта          | Население |
| -- | ------------------ | ------------------------------- | --------- |
| 1  | Бывалино           | деревня                         | ↗64       |
| 2  | Гора               | деревня                         | ↗139      |
| 3  | Демидово           | деревня                         | ↗112      |
| 4  | Евсеево            | деревня, административный центр | ↘1735     |
| 5  | Ефимово            | деревня                         | ↗589      |
| 6  | Ковригино          | деревня                         | ↘407      |
| 7  | Козлово            | деревня                         | ↗93       |
| 8  | Курово             | деревня                         | ↘169      |
| 9  | Логиново           | деревня                         | ↗332      |
| 10 | Назарьево          | деревня                         | ↗208      |
| 11 | Посёлок Мехлесхоза | посёлок                         | #Н/Д      |
| 12 | Саурово            | деревня                         | ↗193      |
| 13 | Стремянниково      | деревня                         | ↗85       |
| 14 | Теренино           | деревня                         | ↗230      |
| 15 | Улитино            | деревня                         | ↗338      |
| 16 | Щекутово           | деревня                         | ↘188      |

## Транспорт
Через поселение проходит линия Горьковского направления Московской железной дороги, на которой в пределах поселения находится платформа Назарьево, вблизи одноимённой деревни.
Параллельно железной дороге, немного южнее, проходит региональная дорога Москва — Ликино-Дулёво (выход на Московское Большое Кольцо А108) «Носовихинское шоссе».